# Donacoscaptes ingloriellus
Donacoscaptes ingloriellus là một loài bướm đêm trong họ Crambidae.